# Il meglio (Luciano Rossi)
Il meglio è il quattordicesimo album del cantante Luciano Rossi, pubblicato nel 2000 dalla D.V. More Record. Contiene quattro brani inediti (Le donne sono un'altra cosa, Caro papà, Per restare insieme a te e Vorrei vorrei vorrei) con l'aggiunta di dieci vecchie canzoni riarrangiate.

## Tracce
1. Ammazzate oh! (Rossi)
2. Bella (Rossi)
3. Se mi lasci non vale (Rossi/Belfiore)
4. Senza parole (Rossi)
5. Amare te (Rossi)
6. Le donne sono un'altra cosa (Benzi/Rossi)
7. Braccia al cielo (Rossi)
8. Ci vediamo domani (Musso/Rossi)
9. Caro papà (Rossi)
10. Bianche mani (Rossi)
11. Se per caso domani (Rossi)
12. Aria pulita (Rossi)
13. Per restare insieme a te (Marino/Rossi)
14. Vorrei vorrei vorrei (Marino/Rossi)